# Денебола
Денебо́ла (β Льва / β Leonis) — вторая по яркости звезда в созвездии Льва после Регула. Это звезда спектрального класса А, расположенная примерно в 36 световых годах от Земли. Её светимость в 12 раз превосходит солнечную. Видимый блеск составляет 2,14m.

## Этимология
Название звезды происходит от Deneb Alased, от арабской фразы ذنب الاسد ðanab al-asad «хвост льва», так как она символизирует хвост льва — таково положение звезды в созвездии Льва. В звёздном атласе Ричарда Проктора 1871 года звезда была обозначена как Deneb Aleet. Для древних китайских астрономов она была частью пятизвёздного Woo Ti Tsi: Трона Двенадцати Императоров. В астрологии Денебола считалась предвестником несчастья и позора.
В Уранометрии, изданной Иоганном Байером в 1603 году, звезда была обозначена β Льва, как вторая по яркости звезда в созвездии Льва. В 1725 Джон Флемстид обозначил эту звезду 94 Льва. (В отличие от Байера, Флемстид обозначал звёзды в порядке увеличения прямого восхождения, а не блеска). Дополнительные обозначения этой звезды были опубликованы в более поздних звёздных каталогах.

## Свойства
Это относительно молодая звезда с возрастом, оценённым менее чем в 400 миллионов лет. Радиус звезды, определённой с помощью интерферометрии, приблизительно в 1,73 раза больше радиуса Солнца. Звезда имеет массу на 75 % больше солнечной, поэтому её светимость намного больше солнечной, а срок жизни на главной последовательности — меньше.
Поверхностная температура Денеболы составляет около 8500 K. Она имеет высокую скорость вращения (как минимум 120 км/с), которая не так далека от этой величины для очень быстро вращающейся звезды Ахернар. По сравнению с ними, у Солнца намного меньшая скорость экваториального вращения — 2 км/с. Эта звезда является переменной звездой типа δ Щита, блеск звезды изменяется на 0,025 звёздной величины с периодом порядка 2—3 часов.
В спектре звезды обнаружен избыток инфракрасного излучения, указывающий на возможность существования холодного осколочного диска вокруг звезды. Из этого следует, что Денебола, а также схожие звезды (например, Вега или β Живописца), могут быть хорошими кандидатами для поиска экзопланет. Пыль, окружающая Денеболу имеет температуру около 120 K. Однако попытки фотографирования пылевого диска завершились неудачей, из чего был сделан вывод, что он содержит намного меньше вещества, чем диск у β Живописца.
Исследования движения звезды показали, что Денебола — часть звёздной ассоциации, входящей в сверхскопление IC 2391. Все звёзды ассоциации имеют схожее движение в пространстве, хотя гравитационно не связаны. Это означает, что они зародились в одной области, и, возможно, входили в рассеянное скопление. Ассоциация включает α Живописца, β Малого Пса и рассеянное скопление IC 2391. В целом были определены более чем шестьдесят вероятных членов группы.